# Reichsgau Sudetenland
Reichsgau Sudetenland (Nederlands: Rijksgouw Sudetenland) was een van de rijksgouwen in het Duitse Rijk tijdens het nationaalsocialisme.

## Geschiedenis
Op 30 september 1938 tekenden de regeringsleiders van het Verenigd Koninkrijk, Frankrijk, Italië en Duitsland het verdrag van München. Dit verdrag herzag het Verdrag van Versailles door Duitsland toe te staan om het Sudetenland te annexeren. De Tsjechoslowaakse vertegenwoordigers waren niet uitgenodigd.
Van 1 tot 10 oktober 1938 trok de Wehrmacht het Sudetenland binnen, en bezette het. De nieuwe Tsjechoslowaaks-Duitse grenzen waren officieel in het verdrag van München en volgden de etnische grenzen d.w.z. de taalgrens tussen Duits en Tsjechisch. Als gevolg verloor de Tweede Tsjecho-Slowaakse Republiek ongeveer een kwart van haar grondgebied en werd een even groot deel van bevolking (drie miljoen) Duits staatsburger. Het geannexeerde gebied kwam in Duits beheer met de belangrijkste industrie en de uitgebreide grensversterkingen.
Direct na de Duitse inval kreeg het Heer de uitvoerende macht.  De Sudeten-Duitse Partij werd samengevoegd met de Nationaalsocialistische Duitse Arbeiderspartij (NSDAP). Alle andere politieke partijen werden verboden. Het grootste deel van de (Duitstalige) en ook een deel van de tweetaligen aanvaardde de Duitse nationaliteit. Wie dat weigerde koos voor vertrek of werd anders uitgewezen naar de Tsjechoslowaakse rompstaat. 
Op 15 maart 1939 werd de Tsjechoslowaakse rompstaat door de Duitsers bezet, en opgenomen in het Protectoraat Bohemen en Moravië. Op 25 maart 1939 na de proclamatie van het protectoraat Bohemen en Moravië, werd de Reichsgau (Rijksgouw) opgericht. De geannexeerde gebieden telden 3.630.000 inwoners waarvan 2.900.000 Duitstalig waren en de overigen Tsjechisch- of tweetalig. Antifascisten, Joden en Tsjechen vluchtten naar het gebied dat nog zelfstandig was gebleven. Wie bleef moest het Duitse staatsburgerschap aannemen.  
Op 15 april 1939 werd het geannexeerde gebied tot een nieuwe Reichsgau (Rijksgouw) van het Duitse Rijk ingericht met Konrad Henlein als Rijksstadhouder. Op 1 mei werd de administratieve structuur vastgesteld. De hoofdstad van de rijksgouw was Reichenberg (hedendaags Liberec). Kleinere gebieden in het oosten, zoals Hlučínsko, werden afgestaan aan de Pruisische provincie Silezië. Grotere westelijke en zuidelijke Sudetenland-gebieden werden toegevoegd aan de Beierse Gouw Bayreuth, evenals aan de Oostenrijkse Reichsgaue Oberdonau en Niederdonau. De Reichsgau telde zodoende 2.940.000 inwoners.
Na de onvoorwaardelijke overgave van Duitsland, werd de Tsjechoslowaakse staat hersteld, en de Sudeten-Duitse bevolking verdreven. Zie verdrijving van Duitsers na de Tweede Wereldoorlog.
Het concentratiekamp Theresienstadt was gevestigd in het Protectoraat Bohemen en Moravië, in de buurt van de grens van de Rijksgouw Sudetenland. Het was opgezet om de Joodse bevolking van het Protectoraat te concentreren en geleidelijk naar vernietigingskampen over te brengen, en ook West-Europese en Duitse Joden vast te houden. Hoewel het zelf geen vernietigingskamp was, resulteerden de barre en onhygiënische omstandigheden in de dood van 33.000 van de 140.000 Joden die naar het kamp werden gebracht, terwijl nog eens 88.000 naar vernietigingskampen werden gestuurd en slechts 19.000 overleefden.

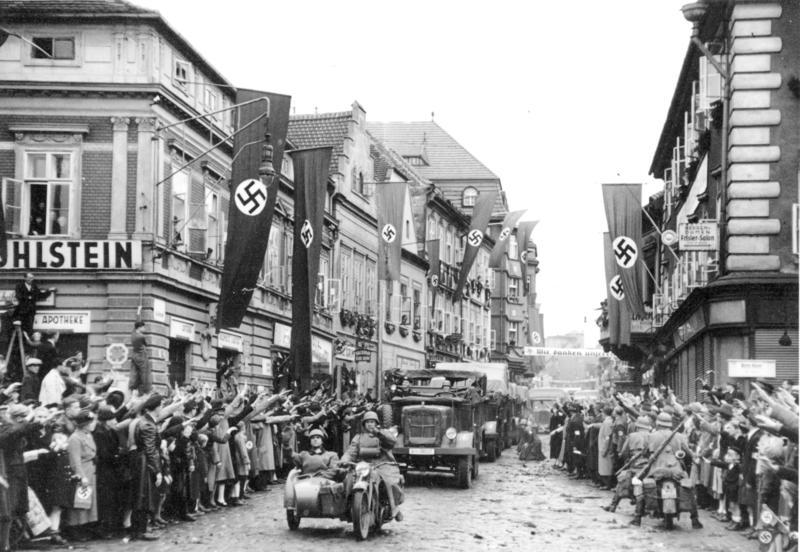
De bezetting van het Sudetenland.

## Ambtsbekleders[5]
De volgende personen behoorden tot de gouwleiding:
- Gauleiter: Konrad Henlein (30 oktober 1938 - mei 1945)
- Gauleiterstellvertreter: 
  - Karl Hermann Frank (30 oktober 1938 - 15 maart 1939)
  - Dr. Fritz Köllner (25 maart 1939 - 3 maart 1940)
  - Dr. Richard Donnevert (12 maart 1940 - 15 augustus 1943)
  - Hermann Neuburg (1943 - mei 1945) (Wahrnehmung der Geschäfte beauftragt)
(vrije vertaling: waarneming van de functie belast)